# Хонсьно (гмина)
Хонсьно (пол. Chąśno) — сельская гмина (волость) в Польше, входит как административная единица в Ловичский повет, Лодзинское воеводство. Население — 3200 человек (на 2004 год).

## Сельские округа
1. Блендув
2. Хонсьно
3. Голеньско
4. Карнкув
5. Каршнице-Дуже
6. Каршнице-Мале
7. Марянка
8. Мастки
9. Неспуша-Весь
10. Нова-Неспуша
11. Пшемыслув
12. Сержники
13. Сковрода-Полуднёва
14. Сковрода-Пулноцна
15. Выборув

## Соседние гмины
1. Гмина Керноза
2. Гмина Коцежев-Полуднёвы
3. Гмина Лович
4. Лович
5. Гмина Здуны